# 上海文广演艺集团
上海文广演艺 (集团) 有限公司又稱上海文广演艺集团有限公司，是上海文化广播影视集团有限公司旗下負責文化演出和文旅娱乐的子公司，上海文广演艺集团拥有7家院团，分別為上海话剧艺术中心、上海歌舞团、上海杂技团、上海爱乐乐团、上海滑稽剧团、上海木偶剧团及上海轻音乐团，截至2019年底，該公司拥有和经营18座剧场。公司於2009年11月4日成立。